# Tour de Normandie 2011
Il Tour de Normandie 2011, trentunesima edizione della corsa, valido come prova del circuito UCI Europe Tour 2011 categoria 2.2, si svolse in 8 tappe, dal 21 al 27 marzo 2011, su un percorso totale di 1027,8 km, con partenza da Mondeville ed arrivo a Caen. Fu vinto dal francese Alexandre Blain, del team Endura Racing, che terminò la corsa in 23 ore 39 minuti netti, alla media di 43,459 km/h.
Al traguardo di Caen 107 ciclisti conclusero la corsa.

## Tappe
| Tappa  | Data     | Percorso                         | km     | Vincitore di tappa | Leader cl. generale |
| ------ | -------- | -------------------------------- | ------ | ------------------ | ------------------- |
| 1ª     | 21 marzo | Mondeville (Cron. individuale)   | 4,8    | Tobias Ludvigsson  | Tobias Ludvigsson   |
| 2ª     | 22 marzo | Colombelles > Forges-les-Eaux    | 196    | Thomas Vedel Kvist | Tom Dumoulin        |
| 3ª     | 23 marzo | Forges-les-Eaux > Grand-Couronne | 83     | Guillaume Blot     | Luke Rowe           |
| 4ª     | 23 marzo | Grand-Couronne > Elbeuf          | 72     | Fabien Bacquet     | Luke Rowe           |
| 5ª     | 24 marzo | Elbeuf > Flers                   | 190    | Jean-Marc Bideau   | Jean-Marc Bideau    |
| 6ª     | 25 marzo | Domfront > Agon-Coutainville     | 177    | Fabien Bacquet     | Jean-Marc Bideau    |
| 7ª     | 26 marzo | Gouville > Bagnoles-de-l'Orne    | 170    | Alexandre Blain    | Alexandre Blain     |
| 8ª     | 27 marzo | Bagnoles-de-l'Orne > Caen        | 135    | Tino Thömel        | Alexandre Blain     |
| Totale | Totale   | Totale                           | 1027,8 |                    |                     |

## Squadre partecipanti
Lista delle squadre partecipanti.
| N. | Cod. | Squadra                   |
| -- | ---- | ------------------------- |
|    | AUB  | BigMat-Auber 93           |
|    | BSC  | Bretagne-Schuller         |
|    | RIJ  | Cyclingteam De Rijke      |
|    | EDR  | Endura Racing             |
|    | GLU  | Glud & Marstrand-LRØ      |
|    | TIK  | Itera-Katusha             |
|    | JKM  | Joker-Merida              |
|    | JVB  | Jong Vlaanderen-Bauknecht |
|    | PBC  | Plussbank-Cervelo         |
|    | RB3  | Rabobank Continental Team |
|    | RCS  | Rapha Condor-Sharp        |
|    | CYK  | Team CykelCity            |

| N. | Cod. | Squadra                            |
| -- | ---- | ---------------------------------- |
|    | NSP  | Team NSP                           |
|    | WBC  | Wallonie Bruxelles-Crédit Agricole |
|    | GBR  | Regno Unito                        |
|    |      | CC Nogent sur Oise                 |
|    |      | USSA Pavilly Barentin              |
|    |      | VC Rouen 76                        |
|    |      | Véranda Rideau Sarthe              |
|    |      | C.S.A. Des Loges                   |
|    |      | Ubbink-Koga Cycling Team           |
|    |      | Ovyta-Eijssen-Acrog                |
|    |      | Omega Pharma-Lotto-Davo            |

## Dettagli delle tappe

### 1ª tappa
- 21 marzo: Mondeville – Cronometro individuale – 4,8 km

Risultati
| Pos. | Corridore         | Squadra     | Tempo |
| ---- | ----------------- | ----------- | ----- |
| 1    | Tobias Ludvigsson | Cykelcity   | 6'05" |
| 2    | Luke Rowe         | Regno Unito | s.t.  |
| 3    | Mark Christian    | Regno Unito | a 2"  |

| Pos. | Corridore         | Squadra     | Tempo |
| ---- | ----------------- | ----------- | ----- |
| 1    | Tobias Ludvigsson | Cykelcity   | 6'05" |
| 2    | Luke Rowe         | Regno Unito | s.t.  |
| 3    | Mark Christian    | Svezia      | a 2"  |

### 2ª tappa
- 22 marzo: Colombelles > Forges-les-Eaux – 196 km

Risultati
| Pos. | Corridore            | Squadra   | Tempo    |
| ---- | -------------------- | --------- | -------- |
| 1    | Thomas Vedel Kvist   | Glud & M. | 5h04'06" |
| 2    | Jonas Van Genechten  | Rabobank  | s.t.     |
| 3    | Alexander Wetterhall | Endura    | s.t.     |

| Pos. | Corridore          | Squadra   | Tempo    |
| ---- | ------------------ | --------- | -------- |
| 1    | Tom Dumoulin       | Rabobank  | 5h10'12" |
| 2    | Tobias Ludvigsson  | Cykelcity | a 10"    |
| 3    | Thomas Vedel Kvist | Glud & M. | s.t.     |

### 3ª tappa
- 23 marzo: Forges-les-Eaux > Grand-Couronne – 83 km

Risultati
| Pos. | Corridore           | Squadra     | Tempo    |
| ---- | ------------------- | ----------- | -------- |
| 1    | Guillaume Blot      | Bretagne    | 1h43'17" |
| 2    | Jonas Van Genechten | Wallonie    | s.t.     |
| 3    | Luke Rowe           | Regno Unito | s.t.     |

| Pos. | Corridore            | Squadra     | Tempo    |
| ---- | -------------------- | ----------- | -------- |
| 1    | Luke Rowe            | Regno Unito | 6h53'37" |
| 2    | Thomas Vedel Kvist   | Glud & M.   | a 2"     |
| 3    | Alexander Wetterhall | Endura      | a 3"     |

### 4ª tappa
- 23 marzo: Grand-Couronne > Elbeuf – 72 km

Risultati
| Pos. | Corridore      | Squadra     | Tempo    |
| ---- | -------------- | ----------- | -------- |
| 1    | Fabien Bacquet | BigMat      | 1h38'03" |
| 2    | Cyrille Patoux | VC Rouen 76 | s.t.     |
| 3    | Barry Markus   | Rabobank    | s.t.     |

| Pos. | Corridore            | Squadra     | Tempo    |
| ---- | -------------------- | ----------- | -------- |
| 1    | Luke Rowe            | Regno Unito | 8h31'40" |
| 2    | Thomas Vedel Kvist   | Glud & M.   | a 2"     |
| 3    | Alexander Wetterhall | Endura      | a 3"     |

### 5ª tappa
- 24 marzo: Elbeuf > Flers – 190 km

Risultati
| Pos. | Corridore           | Squadra    | Tempo    |
| ---- | ------------------- | ---------- | -------- |
| 1    | Jean-Marc Bideau    | Bretagne   | 4h21'42" |
| 2    | Guillaume Malle     | Véranda R. | s.t.     |
| 3    | Jonas Van Genechten | Wallonie   | a 12"    |

| Pos. | Corridore          | Squadra     | Tempo     |
| ---- | ------------------ | ----------- | --------- |
| 1    | Jean-Marc Bideau   | Bretagne    | 12h53'21" |
| 2    | Luke Rowe          | Regno Unito | a 3"      |
| 3    | Thomas Vedel Kvist | Glud & M.   | a 5"      |

### 6ª tappa
- 25 marzo: Domfront > Agon-Coutainville – 177 km

Risultati
| Pos. | Corridore      | Squadra  | Tempo    |
| ---- | -------------- | -------- | -------- |
| 1    | Fabien Bacquet | BigMat   | 3h51'56" |
| 2    | Laurent Pichon | Bretagne | s.t.     |
| 3    | Tino Thömel    | Team NSP | s.t.     |

| Pos. | Corridore          | Squadra     | Tempo     |
| ---- | ------------------ | ----------- | --------- |
| 1    | Jean-Marc Bideau   | Bretagne    | 16h45'27" |
| 2    | Luke Rowe          | Regno Unito | s.t.      |
| 3    | Thomas Vedel Kvist | Glud & M.   | a 3"      |

### 7ª tappa
- 26 marzo: Gouville > Bagnoles-de-l'Orne – 170 km

Risultati
| Pos. | Corridore         | Squadra   | Tempo    |
| ---- | ----------------- | --------- | -------- |
| 1    | Alexandre Blain   | Endura    | 3h54'27" |
| 2    | Mathieu Simon     | CC Nogent | s.t.     |
| 3    | Mathieu Halleguen | Bretagne  | s.t.     |

| Pos. | Corridore       | Squadra   | Tempo     |
| ---- | --------------- | --------- | --------- |
| 1    | Alexandre Blain | Endura    | 20h40'09" |
| 2    | Wesley Kreder   | Rabobank  | a 5"      |
| 3    | Mathieu Simon   | CC Nogent | a 7"      |

### 8ª tappa
- 27 marzo: Bagnoles-de-l'Orne > Caen – 135 km

Risultati
| Pos. | Corridore      | Squadra  | Tempo    |
| ---- | -------------- | -------- | -------- |
| 1    | Tino Thömel    | Team NSP | 5h58'52" |
| 2    | Laurent Pichon | Bretagne | s.t.     |
| 3    | Barry Markus   | Rabobank | s.t.     |

| Pos. | Corridore       | Squadra   | Tempo     |
| ---- | --------------- | --------- | --------- |
| 1    | Alexandre Blain | Endura    | 23h39'00" |
| 2    | Mathieu Simon   | CC Nogent | a 5"      |
| 3    | Wesley Kreder   | Rabobank  | s.t.      |

## Classifiche finali

### Classifica generale
| Pos. | Corridore          | Squadra      | Tempo     |
| ---- | ------------------ | ------------ | --------- |
| 1    | Alexandre Blain    | Endura       | 23h39'00" |
| 2    | Mathieu Simon      | CC Nogent    | a 5"      |
| 3    | Wesley Kreder      | Rabobank     | s.t.      |
| 4    | Tomasz Olejnik     | USSA Pavilly | a 13"     |
| 5    | Luke Rowe          | Regno Unito  | s.t.      |
| 6    | Jean-Marc Bideau   | Bretagne     | a 15"     |
| 7    | Mathieu Halleguen  | Bretagne     | a 16"     |
| 8    | Tosh Van D. Sande  | Omega Ph.    | a 17"     |
| 9    | Jack Bauer         | Endura       | a 18"     |
| 10   | Thomas Vedel Kvist | Glud & M.    | s.t.      |